# بيتر دينيس
بيتر دينيس (بالإنجليزية: Sir Peter Denis, 1st Baronet)‏ هو سياسي بريطاني، ولد في 1713، وتوفي في 11 يونيو 1778. انتخب عضو مجلس الشعب في برلمان بريطانيا العظمى.